# Tetszvényjog

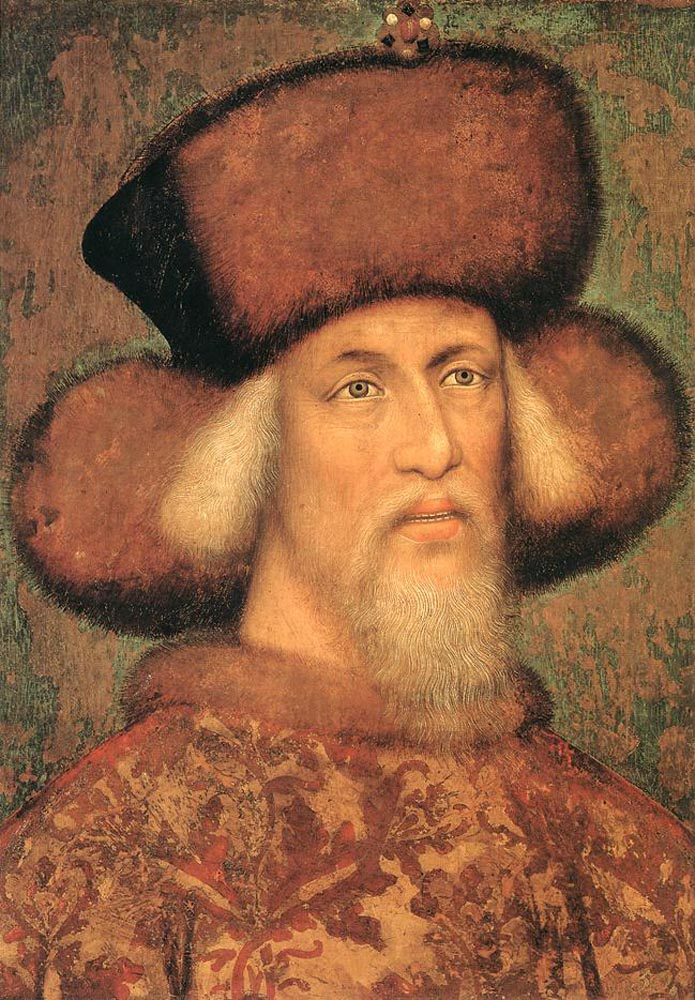
Zsigmond király arcképe, Pisanellonak tulajdonított mű, 1433 körül

A tetszvényjog latinul az államnak az a joga, hogy a pápai rendeletek kihirdetését és végrehajtását előzetes állami (uralkodói, kormányhatósági) jóváhagyástól (placet) teheti függővé. Magyarországon a királyi tetszvényjogot (placetum regium) Zsigmond király a javadalmi ügyeket tárgyaló pápai iratokra nézve rendelte el, II. József pedig 1781-ben megújította. Utoljára az 1870. augusztus 9-én kelt miniszteri rendelet mondta ki, hogy a magyar király a tetszvényjoggal élni fog; ez ellen Simor János hercegprímás a püspöki kar nevében tiltakozott. Az egyházi törvénykönyv) is tiltja a fejedelmi placetum alkalmazását és azt egyházi delictumnak minősíti.

## A királyi tetszvényjog
A királyi tetszvényjog (latinul  placetum regium), illetve az állami tetszvényjog: a királynak, illetőleg az államhatalomnak az állami felügyeleti jogból, Magyarországon a főkegyúri jogából származtatott vélt joga, amelynek alapján az Apostoli Szentszéknek az országba küldött iratait, valamint a püspököknek, papoknak és híveknek az Apostoli Szentszékhez intézett leveleit, a püspökök körleveleit előzetesen átvizsgálhatja, azok továbbítását, kihirdetését vagy hatálybalépését megakadályozhatja. E cenzúrajog az Egyház legelemibb szabadságát korlátozná, az állam felügyeleti jogából nem következik, a főkegyuraság fogalmával ellenkezik, a gondolatközlés és a sajtó szabadságának korában anakronizmus.
Magyarországon Zsigmond vezette be 1404-ben. A 18. században Mária Terézia több ízben alkalmazta, II. József pedig minden Rómából érkező irat esetében előírta.

### Története
A királyi tetszvényjog a királynak az a joga volt, amely a Rómából érkező pápai iratok és rendelkezések kihirdetését előzetes uralkodói jóváhagyástól tette függővé.
VI. Orbán pápa a nyugati egyházszakadás idején elrendelte, hogy a pápai iratokat vizsgálják meg abból a szempontból, vajon azok nem az ellenpápától származnak-e.

VI. Orbán pápa rendeletét IX. Bonifác pápa és V. Márton pápa visszavonták, ám a fejedelmek a püspöki placetum mintájára maguk kezdték a placetumot gyakorolni.

Zsigmond király 1404-ben kiadta dekrétumát (rendeletét) a királyi tetszvényjogról (placetum regium). Ebben magának követelte az ellenőrzést a pápai bullák hazai kihirdetése felett (főként a birtokadományozások királyi kézben tartásának szándékával). Zsigmond király fő- és jószágvesztés terhe alatt megtiltotta javadalmaknak a király megkerülésével való elfogadását az Apostoli Szentszéktől, továbbá a római kúria hivatalnokaitól vagy pápai bírótól küldött levelek, idézések elfogadását, kihirdetését, illetve végrehajtását a király beleegyezése nélkül. Ezzel nem ált. tetszvényjogot léptetett életbe, hanem a bullásokkal szemben akarta megvédeni a magyar király javadalom-adományozási jogát. 
Későbbi törvényeink tiltották a perek Rómában való indítását a magyar egyházi bíróságok megkerülésével.
A királyi tetszvényjogot az egyház soha nem ismerte el. Hunyadi Mátyás alatt is élénkek voltak Magyarország kapcsolatai a pápai udvarral – mint általában Itáliával –, azonban a király érdeklődése következtében nem annyira a hit kérdései, mint inkább a reneszánsz kultúra állt a középpontban.
II. József 1781-ben kezdte az Apostoli Szentszékkel való érintkezés cenzúráját. Ezt utódai is gyakorolták a magyar országgyűlés hozzájárulása nélkül. 
I. Ferenc József 1850. április 18-án eltörölte a királyi tetszvényjogot, majd 1855-ben konkordátumban lemondott róla. Ugyanakkor - a magyar kormány előterjesztésére - 1870. augusztus 9-én újra elrendelte. Simor János hercegprímás a magyar püspöki kar nevében memorandumban tiltakozott. A magyar miniszterelnök 1870-ben Jekelfalussy Vince székesfehérvári püspököt, Trefort Ágoston kultuszminiszter pedig 1873-ban Schopper György rozsnyói püspököt feddte meg az I. Vatikáni Zsinat határozatainak kihirdetéséért. Ezután a tetszvényjog a gyakorlatban nem élt.

### A második világháború után
1951 és 1989 között, a Magyar Népköztársaság idején, az Állami Egyházügyi Hivatal végzett jogosulatlan ellenőrzést és cenzúrát a magyar katolikus egyház felett.